# Celia Rees
Celia Rees, född 1949, är en brittisk författare. Rees växte upp i Solihull, England. Hon tog examen i historia och politik på universitetet i Warwick. 
Hon arbetade som engelsklärare i 17 år och blev under tiden författare. Hennes första bok var Every step you take, som är en thriller för tonåringar. Den publicerades 1993.
Hon skriver för äldre barn och tonåringar. Hon fick idén till romanen "Häxa" genom en resa till ett museum nära staden Bath i Amerika.
Celia Rees är en stor älskare av dåtiden och skriver gärna om sanna berättelser som har hänt till exempel häxjakter, pirater m.m.
Hon bor nu med sin man och tonårsdotter Catrin i Leamington Spa.

## Verk översatta till svenska
- Blodssystrar 1997 (Blood sinister)
- Den grymma leken 2001 (The bailey game)
- Häxa 2001 (Witch child)
- Häxa - bortom tiden 2002 (Sorceress)
- Stormknuten 2002 (The cunning man)
- Pirater!: de kvinnliga piraterna Minerva Sharpes och Nancy Kingtons sanna och märkliga äventyr 2004 (Pirates!)
- De försvunna 2006 (The vanished)
- Sovay 2008